# Oscarsteatern

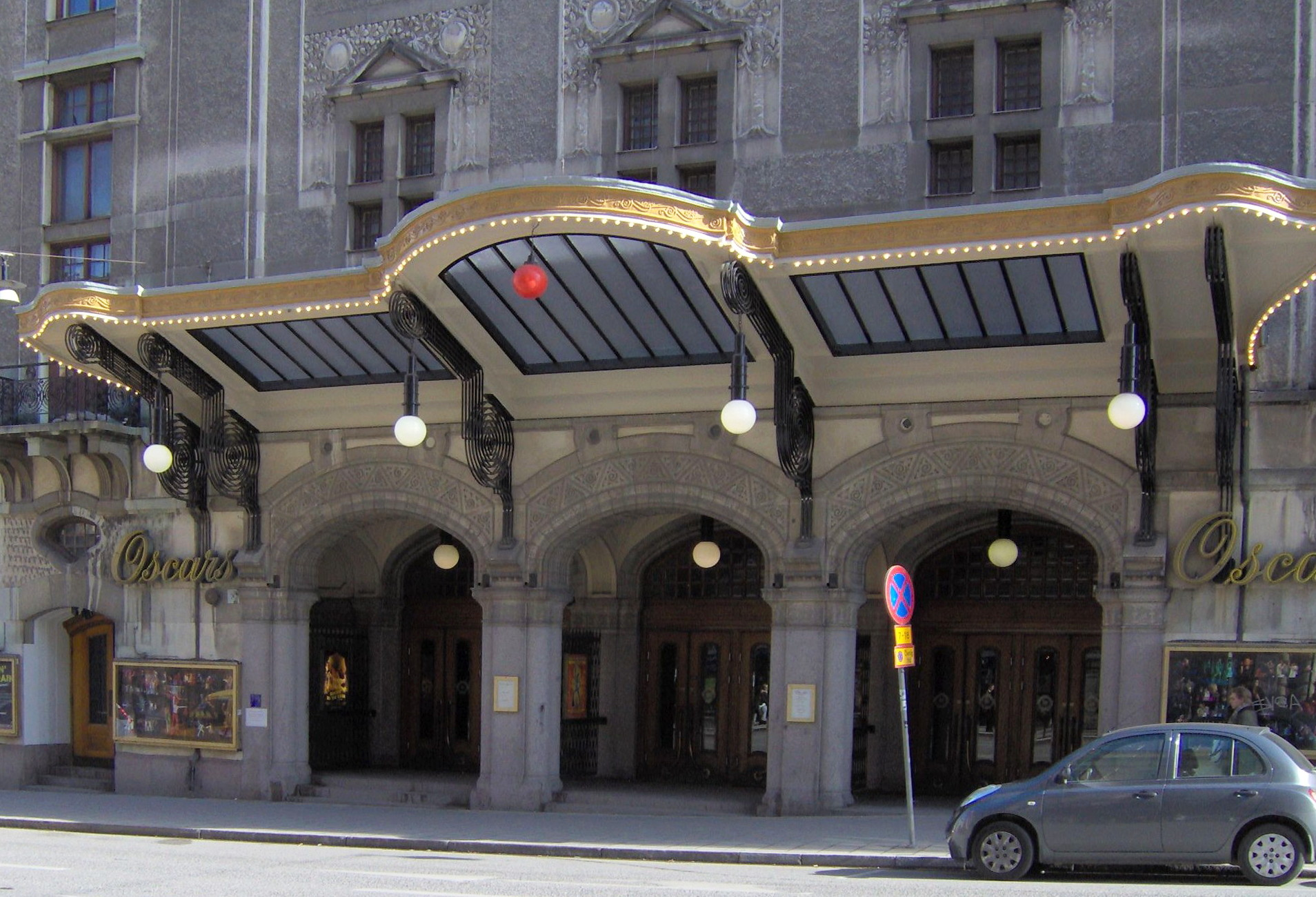
Oscarsteaterns entré och baldakin.

Oscarsteatern, ofta benämnd Oscars, är en privatteater för operett och musikal belägen vid Kungsgatan 63 i Stockholm och är en del av Kungsbropalatset. Teatern är ritad i jugendstil av arkitekt Axel Anderberg och invigdes 6 december 1906. Salongen rymmer 905 personer. Teatern har fått sitt namn efter kung Oscar II. Byggnaden är sedan 1982 skyddad som byggnadsminne.

## Historik

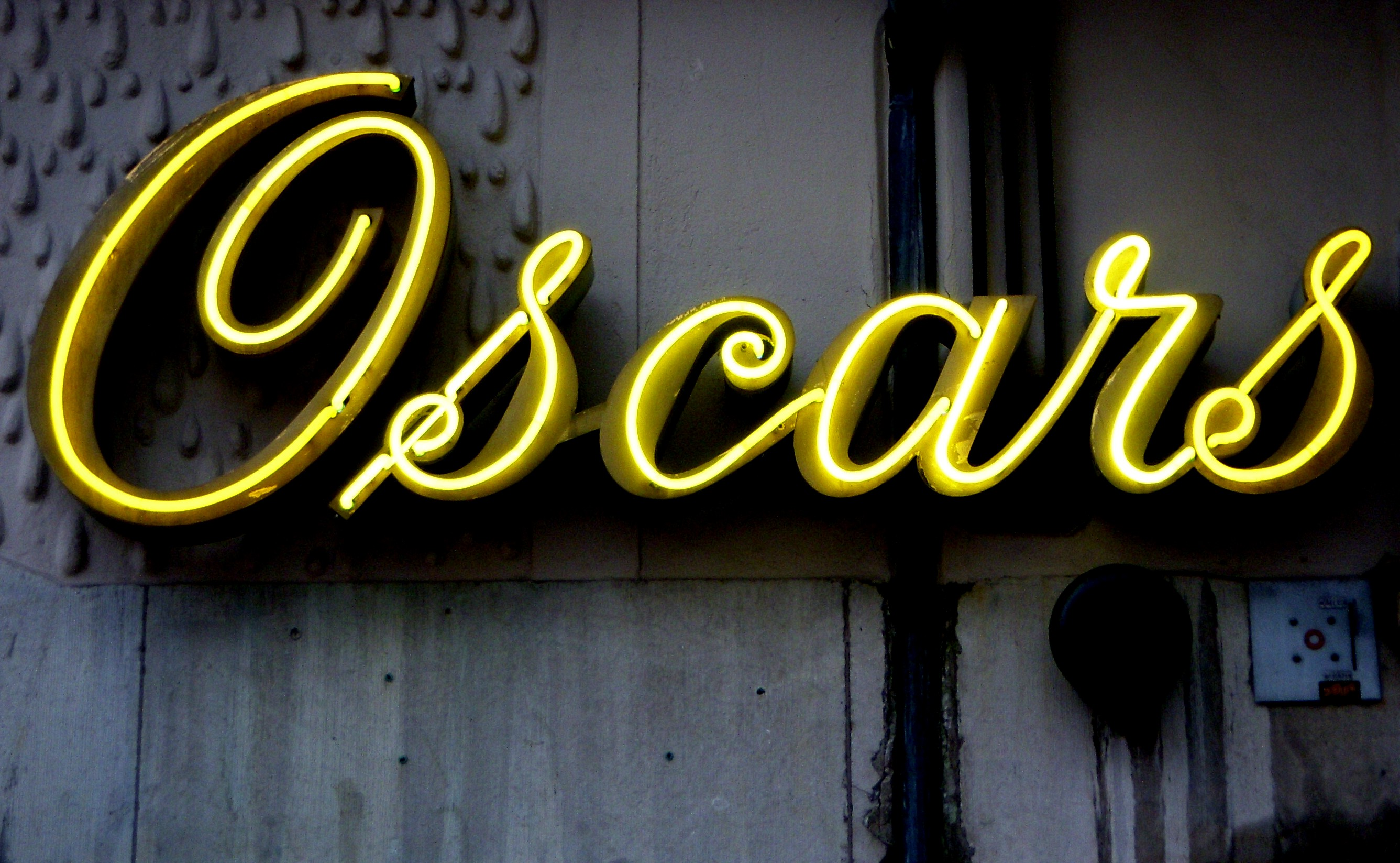
Oscarteaterns neonskylt.

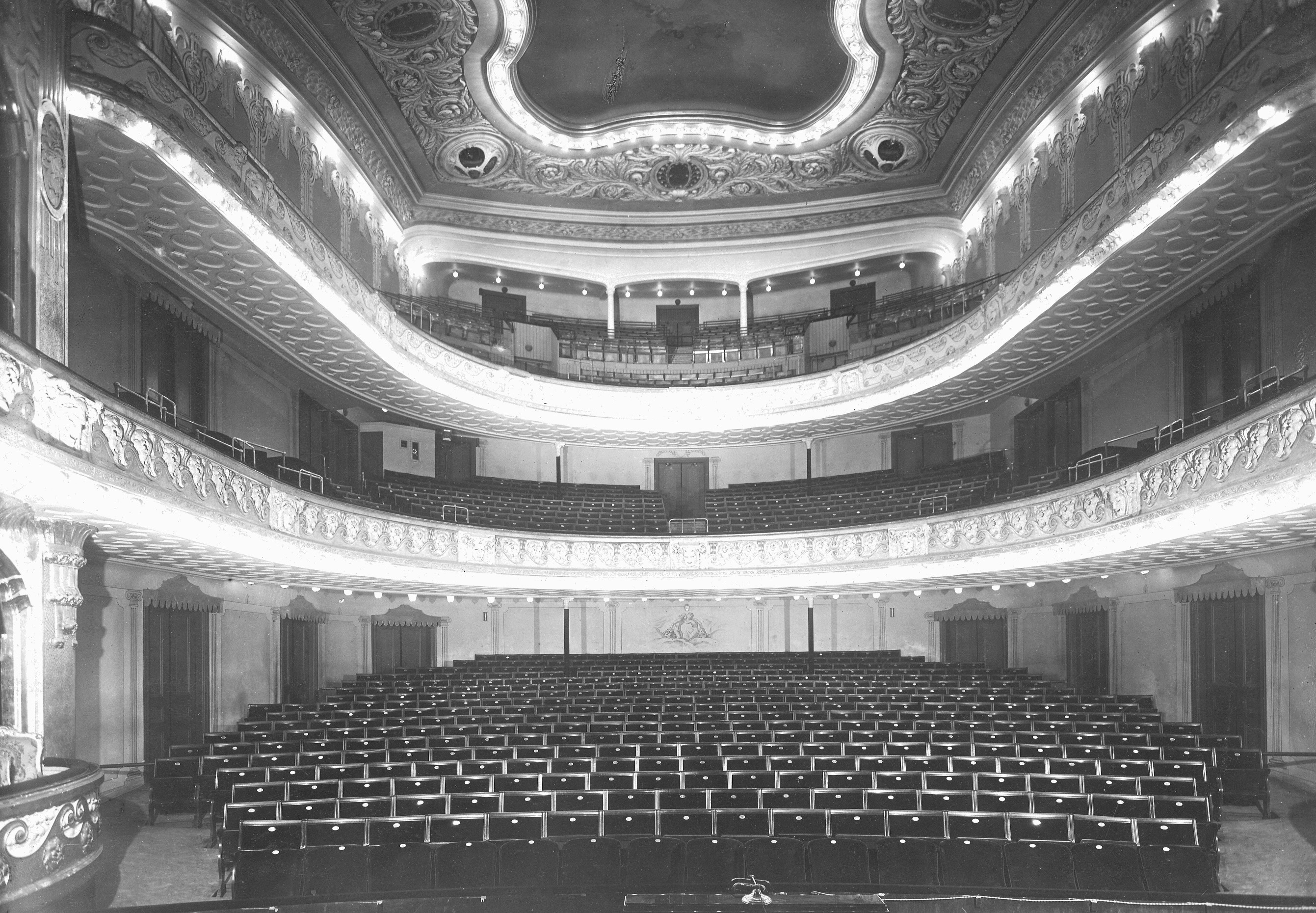
Oscarsteaterns salong 1910-tal.

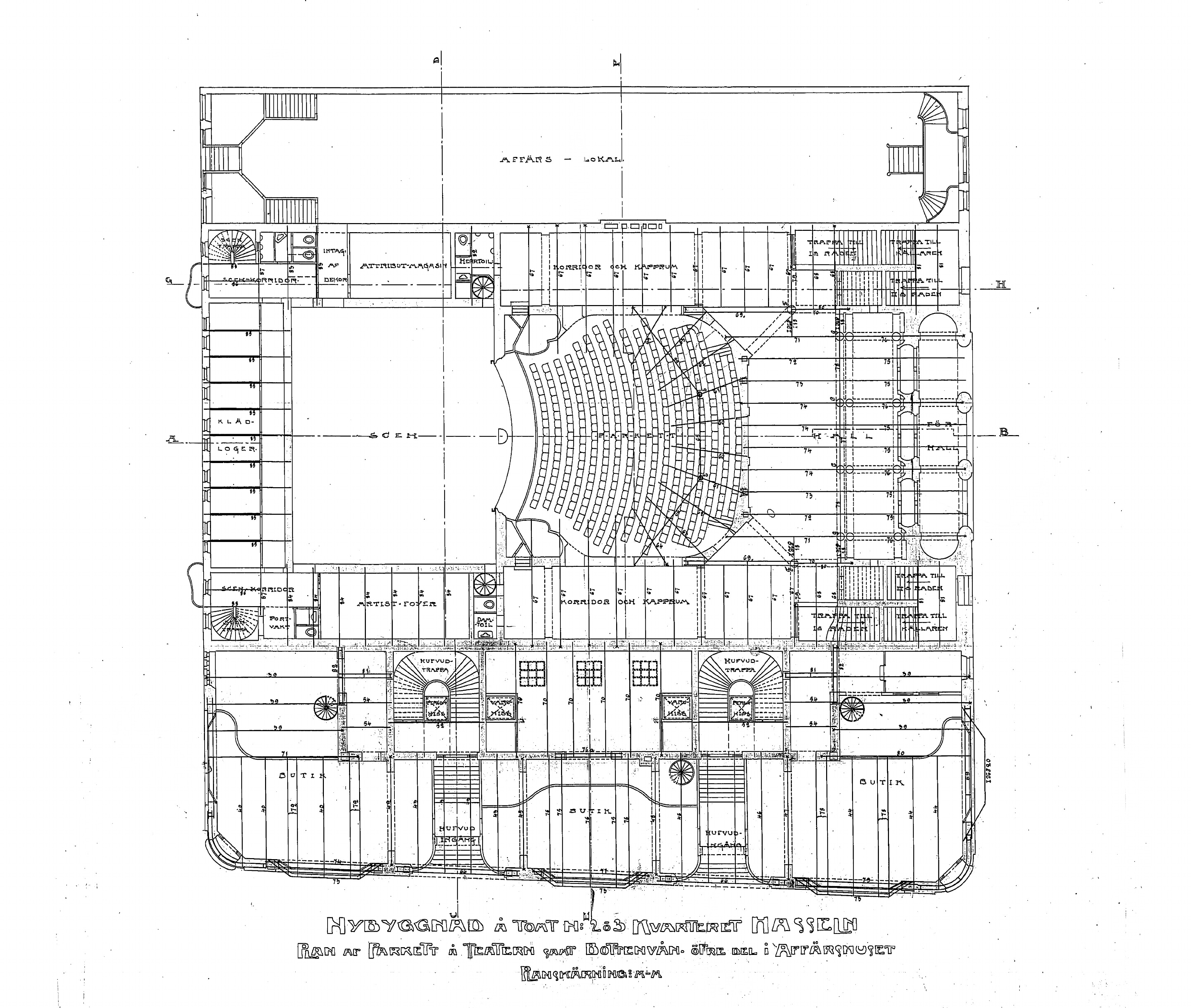
Anderbergs planritning, 1906.

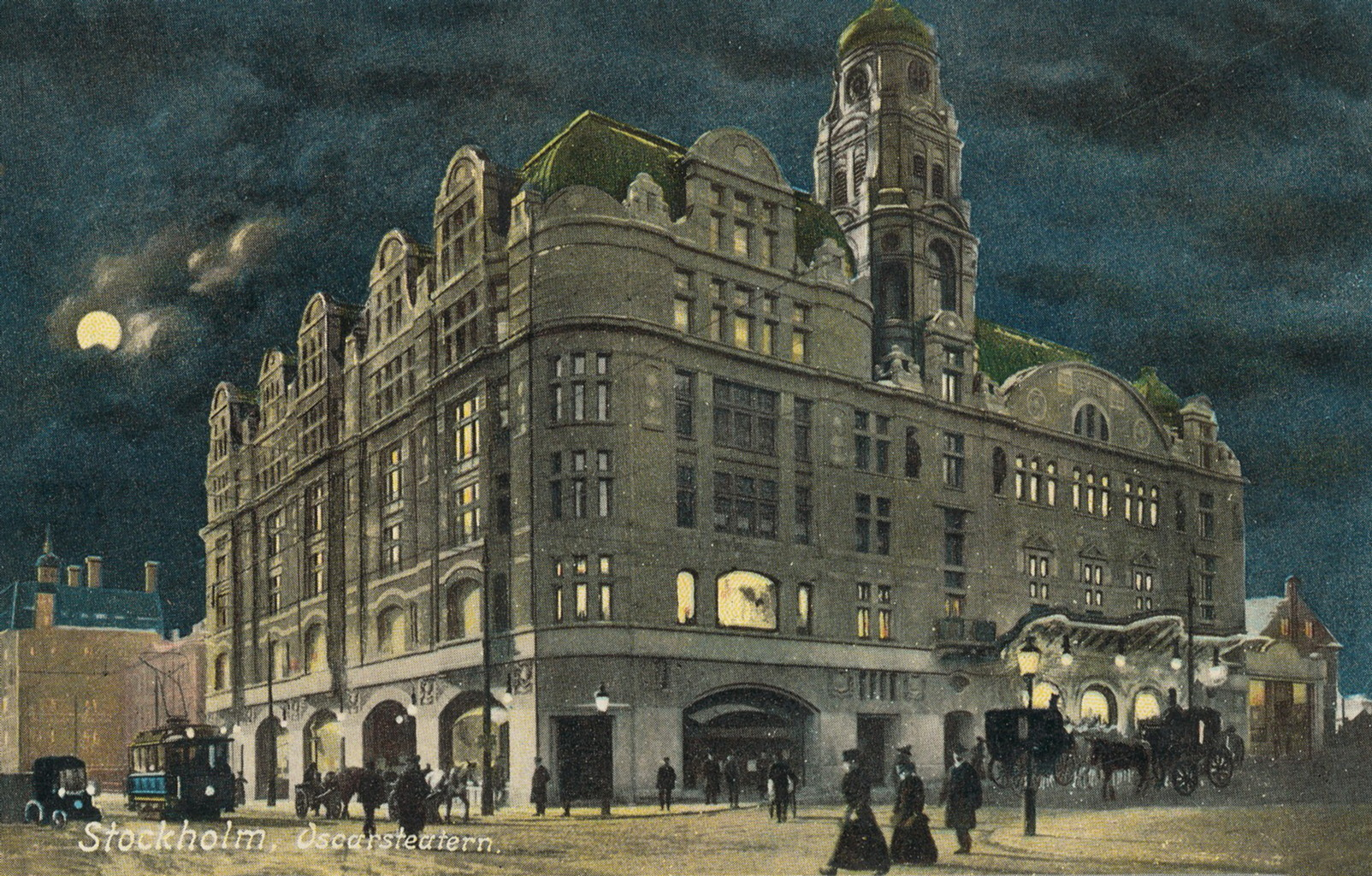
Kungsbropalatset och Oscarsteatern på ett kolorerat vykort från 1910-talet.

Oscarsteatern uppfördes 1905-1906 med Isaac Hirsch som byggherre och döptes efter den då regerande monarken, Oscar II. Axel Anderberg (arkitekt för Kungliga Operan, invigd 1898) anlitades till uppdraget som arkitekt. Den nya teatern uppfördes tillsammans med Kungsbropalatset i tyskinspirerad jugendstil. Salongen rymde 1 175 platser och inreddes med vit stuck och förgylld ornamentik i relief. Vicke Andrén hade utfört den stora plafondmålningen. Den nya teatern stod färdig för invigning den 6 december 1906. Efter att ha övervägt namn som Albertteatern och Kungsteatern föll valet slutligen på ”Oscarsteatern” efter att kung Oscar II gett sitt tillstånd till namnet och lovat att närvara vid invigningen.
När Gustav Wally övertog teatern lät han göra om dekorationerna i salongen. Salongen målades röd, de gröna stolarna byttes mot röda, armaturen byttes ut och mahognydörrarna målades över. 1971-1974 var teatern stängd för renovering och samtidigt återställdes salongen till sitt ursprungliga skick.
Albert Ranft, Stockholms teaterkung på sin tid, drev Oscarsteatern från starten fram till 1926 som operettscen. Efter olika ledarskap, Pauline Brunius-John W. Brunius-Gösta Ekman 1926-1931 som talscen, Hjalmar Lundholm 1932-1938 åter som operettscen, Ernst Eklund 1938-1941 och Gustaf Wally 1941-1947, övertogs Stockholms operettscen 1947 av Sandrews som, trots det faktum att Oscarsteatern inte genererade stora vinster, fortsatte att sätta upp nya musikaler som Annie Get Your Gun och Kiss Me, Kate.
År 1998 tog Vicky von der Lancken över Oscarsteatern. Sedan dess har musikal, fars och revy avlöst varandra, däribland Guys & Dolls, Fångad på nätet, Lorry och Saturday Night Fever. Sedan 2004 delas ledarskapet av Oscarsteatern med 2Entertain. 
År 2006 var det 100-årsjubileum och det firades med Skandinavienpremiär av musikalen Singin' in the Rain samt en specialföreställning med det bästa från Oscars under de år som gått.

## Uppsättningar

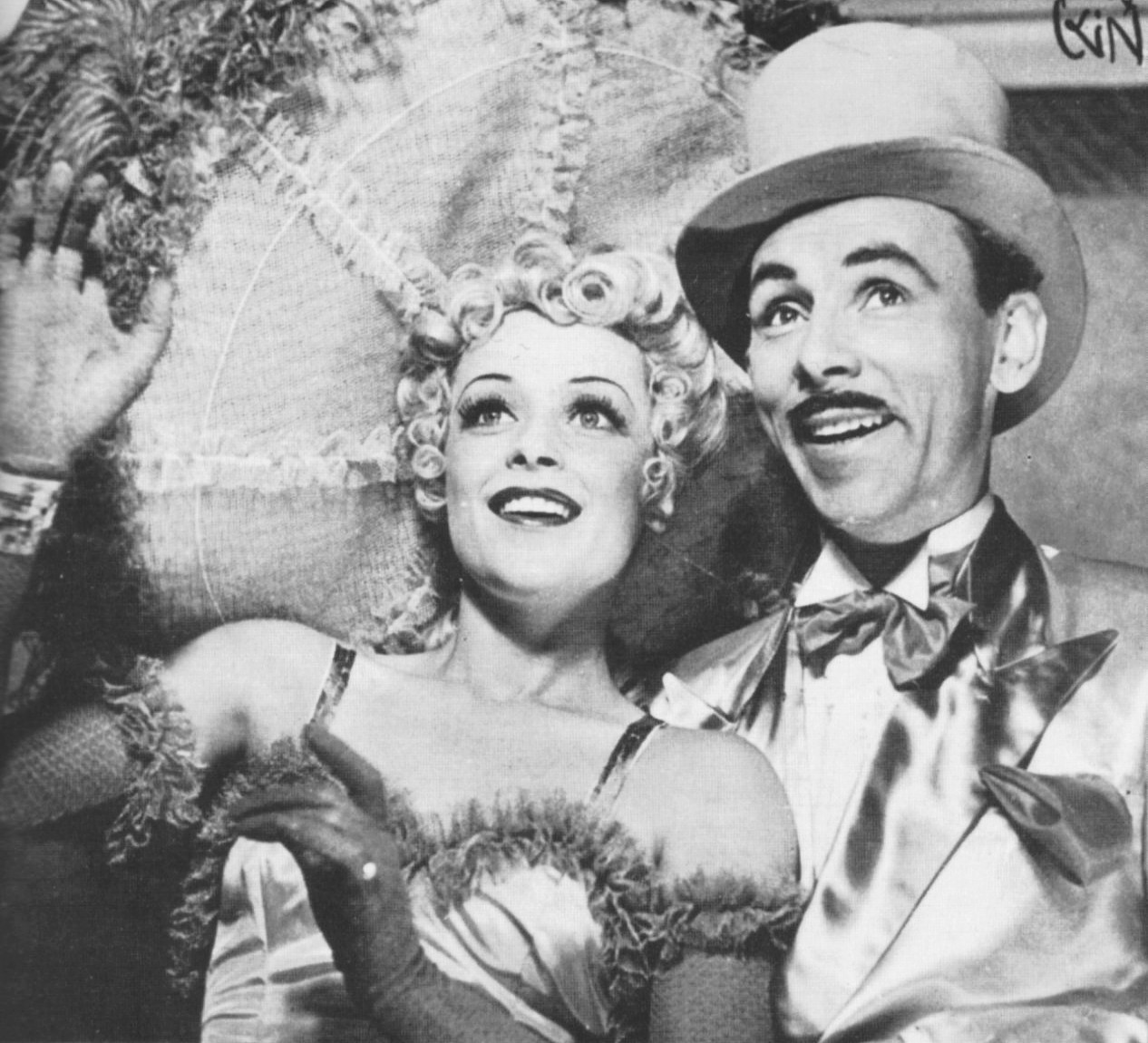
Annalisa Ericson och Nils Poppe i den första svenska uppsättningen 1942 av Jerome Kerns och Oscar Hammersteins musikal Teaterbåten på Oscarsteatern.

Den första uppsättningen som gavs på teatern var Offenbachs Frihetsbröderna. Den följdes av Franz Lehárs Glada änkan, som blev teaterns första succé och har spelats i flera uppsättningar sedan dess. 
En av teaterns största succéer var musikalen My Fair Lady som byggde på George Bernard Shaws komedi Pygmalion. Jarl Kulle debuterade i musikalgenren som professor Higgins, medan hans motspelerska Ulla Sallert var en van musikalartist. Mellan 1959 och 1961 spelades 766 föreställningar av My Fair Lady; under 70-talet sattes en ny uppsättning av musikalen upp som gick 385 föreställningar. Kulle repriserade då sin roll, medan Sallerts roll spelades av Anna Sundqvist. 
Den uppsättning som gått längst på Oscarsteatern är Andrew Lloyd Webbers Fantomen på operan. Musikalen hade premiär den 27 oktober 1989 och spelades i sex år, under vilka 1 173 föreställningar gavs som sågs av 1 055 800 personer. 
En av teaterns största fiaskon var farsoperetten Nathaniel Jones Var är Johnny med premiär 9 mars 1915 och som redan 11 mars ersattes av repriser på I ungdomens vår och Greven av Luxemburg.